# Драгомира
Драгомира (чеш. Drahomíra ze Stodor; 877 или 890 — после 935) — чешская княгиня, супруга Вратислава I, мать святого Вацлава. С 921 года на протяжении нескольких лет была регентшей княжества Пржемысловичей в средней Чехии. Получила известность за организованное ей покушение на свою свекровь, причисленную позже к лику святых Людмилу Чешскую.

## Биография
Драгомира происходила из полабского племени стодорян (гевеллов) и была, вероятно, дочерью стодорянского князя Баклабича и сестрой князя Тугумира. В 906 году она вышла замуж за чешского князя Вратислава I и родила ему шесть или семь детей, среди которых были Святой Вацлав и Болеслав I Грозный. Некоторые легенды называют в качестве её сына также Спытигнева, но это скорее всего ошибка, так как тот был сыном Людмилы и братом Вратислава I. Из четырёх её дочерей по имени известна лишь Пржибислава, ставшая после смерти Вацлава монахиней в Праге.
После смерти Вратислава весной 921 года племенной собор наделил её регентством при юном сыне Вацлаве. Воспитание наследника престола, а также младшего сына Болеслава, было однако поручено Людмиле, их бабке. Через некоторое время между обеими женщинами вспыхнул конфликт. Драгомира, по распространённой легенде, изложенной впервые в Чешской хронике, обвиняла Людмилу в том, что та вместе с христианскими священниками «испортила» Вацлава. Вместо того, чтобы воспитать князя, Людмила сделала из него почти монаха. Из-за этого Драгомира послала двух воинов из своей свиты убить Людмилу. 16 сентября 921 года они проникли в крепость Тетин и задушили Людмилу с помощью петли. После этого, Драгомира распорядилась изгнать из своих владений баварских миссионеров.
Мотивы убийства ищут также в политической плоскости. Возможно, стоял вопрос о признании верховенства немецкого короля и саксонского герцога Генриха I Птицелова над Чехией. Союзный с Чехией баварский герцог Арнульф в 921 году подчинился Генриху и не годился больше в качестве союзника против саксонской экспансии. Людмила, по некоторым сведениям, приветствовала сближение с Саксонией, а Драгомира его отвергала. Важную роль сыграл, несомненно, и религиозный фактор — конфликт между христианством и язычеством. Драгомира причастна к ряду языческих восстаний.
Год спустя баварский герцог Арнульф напал на Чехию, но результат его похода летописи не передают. По достижении Вацлавом совершеннолетия Драгомира сложила с себя регентство. Сын сперва изгнал её из страны, однако вскоре с почестями вновь вернул назад. Драгомира жила в Праге без какой-либо политической власти. После гибели Вацлава (929 либо 935 год) она бежала к белым хорватам.

## Образ в культуре
- Историческая пьеса Krvavé křtiny aneb Drahomíra a její synové Йозефа Каетана Тыла (1848).
- Опера Drahomíra Франтишека Шкроупа (1848).
- Опера Drahomíra Карела Шебора (1867).